# Pandanus magnicavernosus
Pandanus magnicavernosus är en enhjärtbladig växtart som beskrevs av Harold St.John. Pandanus magnicavernosus ingår i släktet Pandanus och familjen Pandanaceae. Inga underarter finns listade.